# Mexicallis analiliae
Mexicallis analiliae är en insektsart som beskrevs av Remaudière, G. 1982. Mexicallis analiliae ingår i släktet Mexicallis och familjen långrörsbladlöss.

## Underarter
Arten delas in i följande underarter:
- M. a. caulifer
- M. a. analiliae
- M. a. pumilus